# Clarà i Villerac
Clarà i Villerac (IPA: [kləˈɾajβiʎə'ɾak], en francès oficialment Clara-Villerach) és una comuna de la comarca del Conflent, a la Catalunya del Nord. El formen els nuclis de Clarà (de vegades també escrit Clerà o fins i tot Clairà) i de Villerac. El 1822, la comuna de Villerac, fins aleshores independent, va ser agregada a la de Clarà.
El malnom dels claranencs és tannares o tannaris.

## Etimologia
Està tractada en el capítol de cadascun dels dos pobles que formen la comuna, Clarà i Villerac.

## Geografia

### Localització i característiques generals del terme

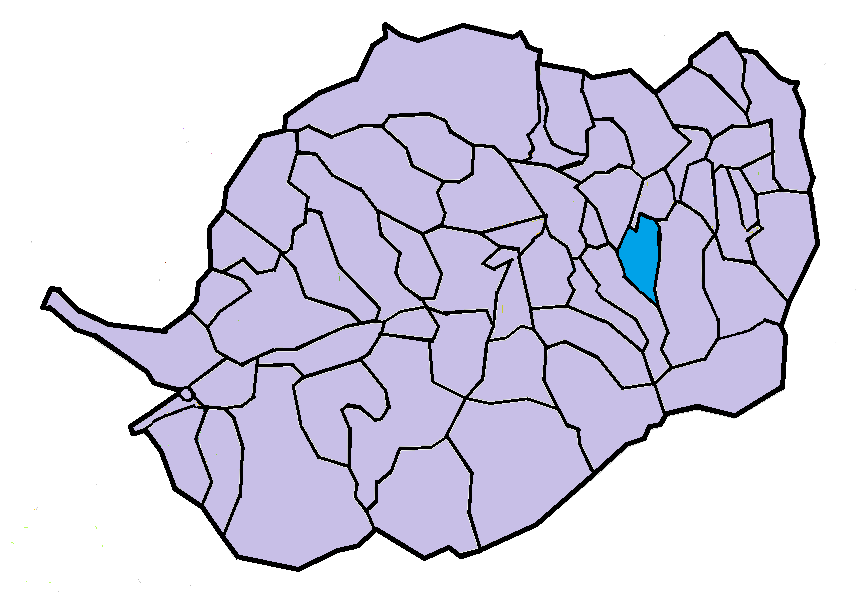
Situació de la comuna de Clarà i Villerac en el Conflent

El terme comunal de Clarà i Villerac, de 87.000 hectàrees d'extensió, és situat a la vall de la Tet, a la dreta del riu. Està situat a prop al sud-est del centre de la comarca, al sud-est de Prada, cap de la comarca.
El terme està format per dues valls quasi paral·leles (convergeixen al nord del terme); totes dues valls són bastant tancades, amb vessants a banda i banda de força desnivell. La vall de Clarà, la més occidental, és solcada pel Lliscó, afluent de la Tet per la dreta, dins del terme d'Eus. La vall de Villerac, l'oriental, és la del Còrrec, fruit de la unió del Còrrec del Solà. el del Bac i el de les Comelles. La vall del Lliscó procedeix de l'extrem sud del terme, on es forma en un petit circ format pel Roc Mosquit, al sud, de 1.887 m alt, i les dues carenes que en baixen, cap al nord i cap al nord-oest, que són alhora els termenals de Clarà i Villerac, a ponent amb la comuna de Taurinyà i a llevant, amb la d'Estoer, entre les quals el terme de Clarà i Villerac forma una mena de falca.
Des del punt més elevat de la comuna, al vessant nord del Roc Mosquit, a 1.869 m alt, tot el terme va baixant progressivament, fins al punt més baix, que és el lloc on el Lliscó deixa el terme de Clarà i Villerac per entrar en el dels Masos, a 371,1 m alt. El poble de Clarà és a 532,5 m alt, i el de Villerac, a 475,9. Sant Esteve de Pomers, a l'interior del terme, a la zona muntanyosa, és a 812,5.
Termes municipals limítrofs:
| Prada    | Els Masos |        |
| Taurinyà |           | Estoer |
|          |           |        |

### Clarà

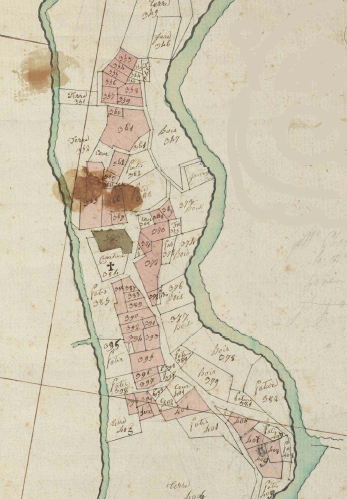
Clarà en el Cadastre napoleònic del 1812 (Arxius Departamentals dels Pirineus Orientals, ADPO)

El poble de Clarà és situat a la vall mitjana del Lliscó, a l'esquerra d'aquest riu, al sud-oest de Villerac, al nord-est de Taurinyà, que són bastant propers, i al sud-est de la vila de Prada, bastant més allunyada. La villa Clerani, esmentada el 851, fou una colònia de fundació romana adquirida per Sant Germà de Cuixà, el monestir precedent del de Sant Miquel de Cuixà, el 878. Clerà estigué sota el senyoriu de l'abadia fins a la fi de l'Antic Règim.
El poble de Clarà és un poble allargassat, paral·lel a ponent del Lliscó, amb l'església parroquial de Sant Martí de Clarà a la zona central del nucli vell. En aquesta església es donaren, el febrer del 879, els monjos de Sant Andreu d'Eixalada un cop destruït el seu monestir per la força d'un aiguat, de cara a reconstruir una part de l'arxiu perdut, per tal de recuperar les possessions que aquell monestir tenia, abans d'integrar-se a Cuixà i fundar l'abadia.

### Villerac

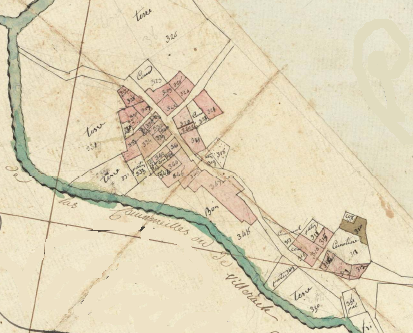
Villerac en el Cadastre napoleònic del 1812 (ADPO)

El poble de Villerac és situat just a llevant del lloc on es troben els còrrecs del Bac i del Solà per tal de formar el Còrrec, a la dreta del curs d'aigua que hi passa a ran, el Còrrec del Solà. És un poble agrupat a l'entorn de dos carrers que s'entrecreuen, amb l'església parroquial de Sant Silvestre, amb el seu cementiri, a l'extrem oriental del poble.

### Sant Esteve de Pomers
El Castell de Sant Esteve de Pomers, del qual es conserven molt poques restes, i l'església de Sant Esteve de Pomers, foren el centre de l'actual territori de Villerac. Era un castell emplaçat en un esperó rocós dels contraforts septentrionals del Massís del Canigó.
És situat a migdia del territori de Villerac, al sud-est de l'actual comuna de Clarà i Villerac.

### Orgeres
El lloc desaparegut d'Orgeres era a l'extrem meridional del territori de Villerac, al sud-est de l'actual comuna de Clarà i Villerac. El lloc actualment és del tot cobert de boscúries, on no queda cap resta d'aquest lloc documentat el 854 com a possessió de Sant Germà de Cuixà, el petit monestir precedent de l'abadia de Sant Miquel de Cuixà. Només en queden algunes ruïnes.

### Els dòlmens del terme
En terme de Clarà i Villerac es troba un dolmen sencer, l'anomenat Dolmen de la Lloseta, o la Barraca de la Llosa, situat al nord de Villerac. Les restes d'un altre dolmen arruïnat, a prop del Coll de Creu: el Dolmen del Coll de Creu.

### Els masos del terme
Clarà i Villerac, a causa de la seva orografia, no té gaires construccions aïllades; tanmateix, s'hi poden trobar la Casa de l'Anglesa, la d'en Lletissó i la d'en Marceau, el Mas de Clot de Pomers, el Mas d'en Guilló, o d'en Cosme, anomenat simplement el Mas. La resta de construccions fora dels nuclis de població són cortals: el Cortal de la Creu, abans d'en Guilló, el de la Malona, el de la Margarida, el de l'Argença, el de les Saleres, o d'en Vergers, el del Liberal, el del Jual, o d'en Delclòs, el de Mollet, el d'en Bellver, el d'en Guilló, amb un altre del mateix nom desaparegut, el d'en Lluís, abans d'en Marçal, el d'en Manuel, el d'en Montsegur, o del Camp d'en Català, el d'en Sicart (nom ja antic), el d'en Polló, el d'en Vigarós, el d'en Pradells, els cortals de Llaceres i la Quesa, o Cortal d'en Titín.

### Hidrònims

#### Cursos d'aigua
El Lliscó és el principal curs d'aigua del terme. Es forma en el vessant nord del Roc Mosquit, entre Llaceres i Lloeres; en el primer tram rep el nom de Canal de Lloeres. En el seu primer tram, el curs del Lliscó és de sud-est a nord-oest, fins que arriba als Camps de la Ribera, poc després del Pas de França, a prop al sud del poble de Clarà, on rep per l'esquerra el Còrrec del Jual i canvia de direcció, ja que el seu curs gira cap al nord. Abans d'arribar a Clarà rep encara per la dreta el Canal Fosc, en el qual es troba el Pas del Gat, i poc després, ja a l'alçada de l'extrem sud del poble, el Còrrec de Sant Esteve, o d'Orgeres, continuació del Còrrec de Pradells. El Lliscó passa pel costat de llevant del poble de Clarà, i ja a l'extrem nord del poble, rep per l'esquerra el Torrent dels Cirers, que hi aporta també el Còrrec de l'Oratori. En aquell tram hi ha el Gorg de les Topines. Sempre en direcció nord, quan arriba al Solà torna a girar cap al nord-oest en un breu tram, en el qual rep el Còrrec de Mollet, o de Torrefort, i el del Cortal d'en Guilló. Ja als peus, a l'oest, del Serrat de Mont-roig, el Lliscó inicia una ampla corba còncava cap a l'oest, en un tram on també se l'anomena Ribera de Clarà.
Just al començament del tram que fa de termenal entre els Masos i Clarà i Villerac, el Lliscó rep per la dreta el Còrrec, o Ribera de Villerac, que ve del poble d'aquest nom, on s'ha format per la unió dels còrrecs del Solà, que passa pel sud del poble de Villerac, i del Bac. El Còrrec del Solà duu, a més, l'aportació dels còrrecs de Clot de Pomers, abans de Clot dels Pruners, de la Mollera i de les Artigues. El Còrrec, encara, recull per la dreta les aigües del Còrrec de les Comelles, amb els còrrecs del Coll de la Martra i del Solà Roig, i per l'esquerra les del Còrrec del Mont-roig.
El Lliscó rep al cap d'un tram dins del terme dels Masos, rep successivament per la dreta els còrrecs del Garrollar, el de la Descàrrega (que abans ha recollir la Descàrrega del Rec de Boera) i, al capdavall del terme, el Còrrec de les Queres. Aquest tros de curs del Lliscó té meandres continus, fins que arriba a l'extrem nord del terme de Clarà i Villerac. En aquell punt comença un altre petit tram pel terme comunal dels Masos.
A l'extrem nord-est del terme, al límit amb els Masos, hi ha un altre còrrec, el del Forn, que rep per l'esquerra, per tant procedents de Clarà i Villerac, els còrrecs de la Martra i de l'Avellaner. El Còrrec del Forn, transformat en Còrrec del Roure, travessa tot el terme dels Masos i aflueix directament en la Tet.

#### Canals d'irrigació

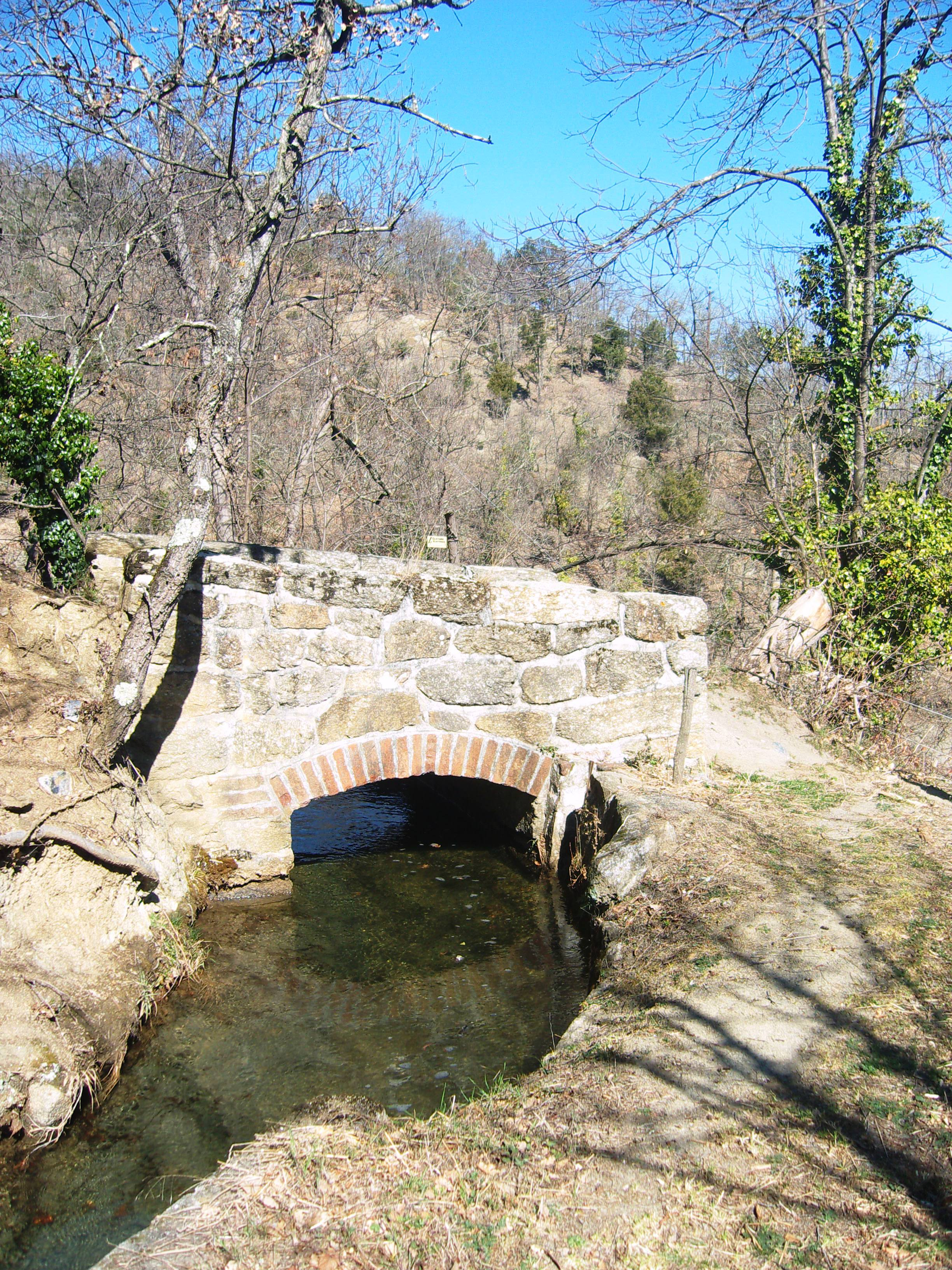
Pont sobre el Rec de Boera, prop de Villerac.

El principal canal de reg del terme és el Rec de Boera, canal per la dreta de la Tet de llarg recorregut, ja que arrenca de la Tet a Serdinyà i acaba el seu recorregut a Marqueixanes.

### Orònims
Els topònims que indiquen formes de relleu, o espais geogràfics definits, són boscs, com el Bosc; clots, com el Clot de Pomers, abans de Pruners; colls, com la Collada, la Collada d'en Manuel, el Coll de Taurinyà (a Taurinyà, Coll de Clarà), el Coll de Creu, el Coll de la Creu, el Coll de la Martra, el Coll del Forn, el Coll de Jual, el Coll de Sant Joan i el Coll de Villerac; comes, com la Coma, les Comelles, o Escomelles; costes, com la Costa; muntanyes, com el Pic de Pradells i el Roc Mosquit, abans Pic Roig; planes, com el Pla i el Pla del Bosc; serres i serrats, com la Serra de Feixants, la Serra d'Estoer, la Serra de Villerac, dos serrats anomenats simplement el Serrat, a més del Serrat dels Tres Termes i el Serrat de Mont-roig, i solanes, com el Solà (dos de diferents), el Solà del Coll de Creu i el Solà Roig.

### El terme comunal
Els indrets específics i partides del terme de Clarà i Villerac són Alaxa, Artigues, el Bac, o el Bosc, les Barraques d'en Delòs, o els Orris de Llaceres, el Camí de Prada, el Camí d'Estoer, el Camp Blau, el Camp del Bosc, abans del Broc, el Camp de l'Obra, el Camp d'en Català, el Camp d'en Lletissó, el Camp de la Ribera, el Castell, el Còrrec de l'Avellaner, o, simplement, l'Avellaner, el Còrrec ded'Orgeres, els Cortals, la Creu, l'Era d'en Ciscal (ara Plaça de Baix, a Clarà), la Font, el Garrollar, la Guinota, els Horts, el Jual, les Llaceres, Lloeres, el Mas d'en Guilló, la Mollera, Mollet, Mont-roig, les Moreres, Orgeres, l'Oratori, la Pinosa, la Pinosa Fosca, Pradells, el Puig d'en Tosseire, la Ribera, la Roca de Pomers, el Roc de la Collada, el Roc dels Moros, o la Roca, o Puig dels Moros, el Roc Mosquit, abans Pic Roig, les Saleres, Sant Esteve, els Seners, Sobre la Font, Terrafort, Torrent dels Cirers, el Vernadal i Vistes de la Mar. Alguns són ja noms antics, en desús, com l'Agafa, les Arques, el Camí Clos, el Camp de Deus, el Camp de la Martra, el Camp del Ruirer, el Camp del Vers, la Casella de la Llosa, el Cassanet, el Clot, el Còrrec del Garrollar, la Devesa, les Ferreres, la Ferrerola, la Figuerassa, la Font d'en Sobrer, la Ginesta, la Malapana, la Muntanya de Villerac, la Plana, la Planilla, la Pruna, el Puig, la Pujada, la Rogera i el Timbaler. Alguns són senyals termenals, com el Roc del Corbàs.

## Transports i comunicacions

### Carreteres
Dues úniques carreteres -una per a cada poble- travessen el terme de Clarà i Villerac: la D - 35 (Arboçols - Clarà), que uneix Clarà amb Prada i la resta del Conflent a través de la vila capital del Conflent. Clarà és a 4 quilòmetres de Prada.
D'altra banda, la carretera D - 24 (Catllà - Villerac), que a través de Lloncet es connecta amb la carretera N - 116.

### Transport públic col·lectiu
Ni Clarà ni Villerac no tenen cap servei de transport públic habitual. Com altres pobles petits, disposen del TAD (Transport a la demanda).

### Els camins del terme
Pel terme de Clarà i Villerac discorren els camins de Clot de Pomers, de Jual, de la Capella, de la Garrolla, del Coll del Forn, de Llaceres, o de Lloeres, o del Roc Mosquit, del Vernadal i la Ruta de Sant Esteve, com a camins interns del terme comunal. Entre els que enllacen el terme amb els termes i pobles veïns s'hi trobem el Camí de Villerac a Prada, el de Clarà a Estoer, el de Villerac a Estoer, el Camí Vell del Llec, el Camí Vell de Prada, la Ruta del Llec, la Ruta del Pla, o de Villerac, o Camí d'Estoer, la Ruta, o Camí de Clarà a Prada, la Ruta o Camí de Taurinyà i la Travessa de Taurinyà.

## Activitats econòmiques
El terme de Clerà i Villerac és boscós en bona part, cosa que comporta una certa explotació dels recursos naturals de la fusta, més important en altres temps, però ara encara activa. A part d'això, hi ha una vintena d'esplotacions agràries, que conreen més de cinquanta hectàrees. S'hi cullen fruites (préssecs, pomes, peres i cireres, sobretot), raïm, tot just una mica d'hortalisses -i gràcies al Rec de Boera- i cereals, i hi ha més de 20 ha dedicades a pastures i farratges. Per això hi ha un cert nombre de bestiar, al voltant d'una seixantena de caps de boví, i una vuitantena de cabrum.

## Demografia
Fins a l'any 1822, els habitants d'aquest terme estan desglossats a cadascun dels dos antics termes. Vegeu, doncs, els articles separats de Clarà i de Villerac.
| Evolució de la població |      |      |      |      |      |      |      |      |
| 1831                    | 1836 | 1841 | 1846 | 1851 | 1856 | 1861 | 1866 | 1872 |
| 290                     | 276  | 286  | 306  | 318  | 290  | 300  | 307  | 302  |

| 1876 | 1881 | 1886 | 1891 | 1896 | 1901 | 1906 | 1911 | 1921 |
| ---- | ---- | ---- | ---- | ---- | ---- | ---- | ---- | ---- |
| 289  | 349  | 368  | 357  | 364  | 398  | 362  | 310  | 225  |

| 1926 | 1931 | 1936 | 1946 | 1954 | 1962 | 1968 | 1975 | 1982 |
| ---- | ---- | ---- | ---- | ---- | ---- | ---- | ---- | ---- |
| 205  | 207  | 168  | 149  | 148  | 148  | 109  | 106  | 119  |

| 1990 | 1999 | 2005 | 2010 | 2015 |
| ---- | ---- | ---- | ---- | ---- |
| 153  | 161  | 226  | 240  | 254  |

Fonts: Ldh/EHESS/Cassini fins al 1999, després INSEE a partir deL 2004

## Administració i política

### Batlles
| Alcalde            | Període                           |
| ------------------ | --------------------------------- |
| Bonaventure Guillo | 1871 - Maig del 1888              |
| Joseph Payré       | Maig del 1888 - 1892              |
| Martin Monceu      | 1892 - ?                          |
|                    | ? - Maig del 1900                 |
| Joseph Payré       | Maig del 1900 - Maig del 1904     |
| Paul Vergès        | Maig del 1904 - Maig del 1908     |
| François Salvat    | Maig del 1908 - Setembre del 1923 |
| Joseph Bailbé      | Setembre del 1923 - Maig del 1935 |
| Pierre Monceu      | Maig del 1935 - 1939              |
| Pierre Delclos     | 1939 - 1941                       |
| Pierre Monceu      | 1941 - 1944                       |
| Albert Albert      | 1944 - Maig del 1953              |
| Raymond Fourcade   | Maig del 1953 - Març del 1971     |
| André Vergès       | Març del 1971 - Juny del 1995     |
| Robert Laguerre    | Juny del 1995 - Juliol del 1996   |
| Eliane Prats       | Juliol del 1996 - Març del 2001   |
| Robert Laguerre    | Març del 2001 - Moment actual     |

### Legislatura 2014 - 2020

#### Batlle
- Robert Laguerre.

#### Adjunt al batlle[9]
- 1r: Stéphane Salies
- 2n: André Egea.

#### Consellers municipals
- Daniel Almaric, President de la Comissió d'Entorn
- Jean-Pierre Azais
- Bruno Bousquet
- Angélique Bussy, President de la Comissió d'Animació Sociocultural
- Patricia Capsie - Lario, President de la Comissió de la Comunicació
- Maurice Castillo
- René Lago, President de la Comissió d'Obres
- Jane Smith.

### Adscripció cantonal

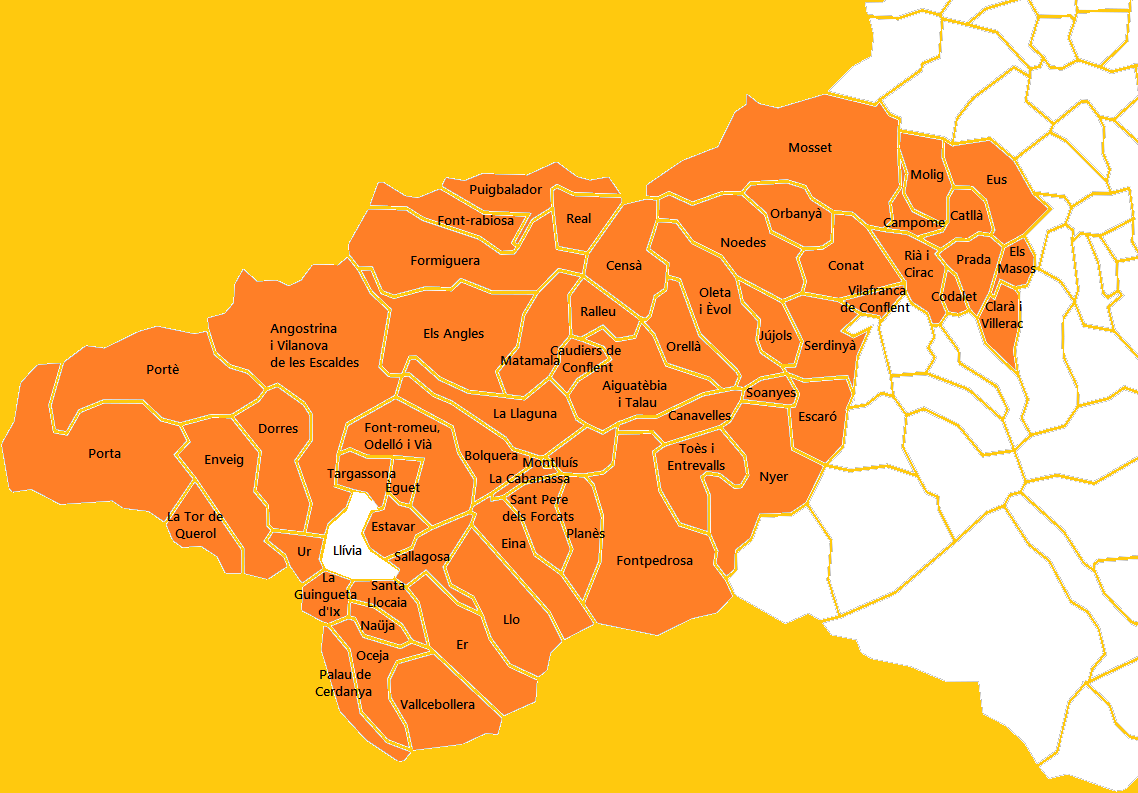
Mapa del Cantó dels Pirineus Catalans

A les eleccions cantonals del 2015 Clarà i Villerac ha estat inclosa en el cantó número 13, dels Pirineus Catalans, que inclou els pobles d'Angostrina i Vilanova de les Escaldes, Bolquera, Dorres, Èguet, Eina, Enveig, Er, Estavar, Font-romeu, Odelló i Vià, la Guingueta d'Ix, Llo, Naüja, Oceja, Palau de Cerdanya, Porta, Portè, Sallagosa, Santa Llocaia, Targasona, la Tor de Querol, Ur i Vallcebollera, de la comarca de l'Alta Cerdanya, els Angles, Font-rabiosa, Formiguera, Matamala, Puigbalador i Ral, de la del Capcir, i les viles de Montlluís, Prada i Vilafranca de Conflent i els pobles d'Aiguatèbia i Talau, la Cabanassa, Campome, Canavelles, Catllà, Caudiers de Conflent, Censà, Clarà i Villerac, Codalet, Conat, Escaró, Eus, Fontpedrosa, Jújols, la Llaguna, Els Masos, Molig, Mosset, Noedes, Nyer, Oleta i Èvol, Orbanyà, Orellà, Planès, Ralleu, Rià i Cirac, Sant Pere dels Forcats, Sautó, Serdinyà, Soanyes i Toès i Entrevalls, de la del Conflent, amb capitalitat a Prada. Són conselleres per aquest cantó Jean Castex i Hélène Josende, de la Unió de la Dreta.

### Serveis comunals mancomunats
Clarà i Villerac forma part de la Comunitat de comunes de Conflent - Canigó, amb capitalitat a Prada, juntament amb Prada, Arboçols, Campome, Campossí, Canavelles, Castell de Vernet, Catllà, Codalet, Conat, Cornellà de Conflent, Escaró, Espirà de Conflent, Estoer, Eus, Fillols, Finestret, Fontpedrosa, Fullà, Jóc, Jújols, Marqueixanes, els Masos, Mentet, Molig, Mosset, Noedes, Nyer, Oleta i Èvol, Orbanyà, Orellà, Pi de Conflent, Rià i Cirac, Rigardà, Saorra, Serdinyà, Soanyes, Sornià, Tarerac, Taurinyà, Toès i Entrevalls, Trevillac, Vallestàvia, Vallmanya, Vernet, Vilafranca de Conflent i Vinçà.

## Ensenyament i Cultura
Ni Clarà ni Villerac disposen actualment d'escola. Els nois i les noies d'elemental i primària dels dos pobles poden anar a les escoles públiques de Taurinyà o de Prada, Jean Clerc, o a la privada de la Bressola, de Prada. Pel que fa a la secundària, als col·legis públics (Gustave Violet) i privats (Saint-Joseph) de Prada, o al Pierre Fouché d'Illa, i per als estudis de batxillerat, el liceu Charles Renouvier, en les diverses branques que s'hi cursen, o al liceu privat Beau soleil de Ceret.

## Llocs d'interès
- Església romànica de Sant Silvestre de Villerac
- Església romànica de Sant Esteve de Pomers
- Castell de Sant Esteve de Pomers.